# ダコタ準州

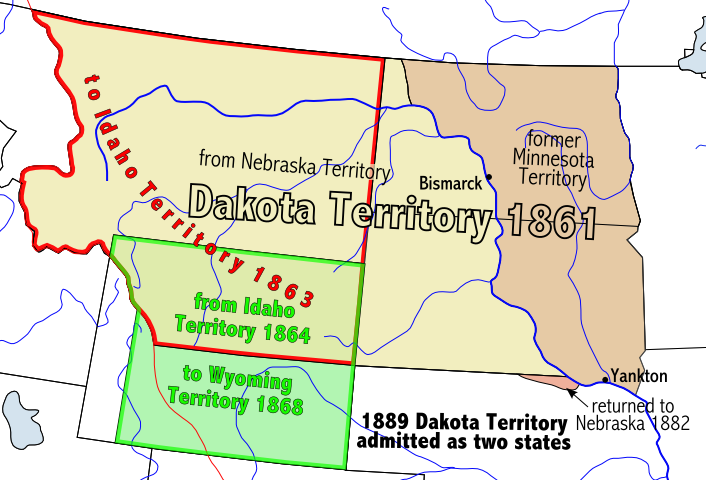
1861年から1889年のダコタ準州

ダコタ準州（ダコタじゅんしゅう、英: :Dakota Territory）は、1861年3月2日から1889年11月2日まで存在したアメリカ合衆国の自治的領域、すなわち準州である。その領域はルイジアナ買収でアメリカ合衆国がフランスから購入した200万平方キロメートル以上の土地のうち、一番北の部分にあたる。

## 歴史
ダコタ準州の領域の大半は、元々はミネソタ準州とネブラスカ準州だった。ネブラスカ準州のほぼ北半分全域と、ミネソタ準州が1858年に州に昇格した時、自治化されなかった（新しい州に含まれなかった）地域（東をレッド川、西をミズーリ川に囲まれた部分）の初期開拓者らは、同年、ヤンクトン - スー族との条約が調印され、ラコタ族の土地のほとんどがアメリカ合衆国に割譲された頃、非公式に暫定政府を樹立し、アメリカ合衆国の準州となるべく働きかけを行ったが不成功に終わった。しかし、当時大統領就任直前のエイブラハム・リンカーンとは義理の従兄弟にあたる J・B・S・トッドが自ら請願を行い、連邦議会が正式にダコタ準州設立が承認されるのにその後3年は掛からなかった。
1861年3月2日に連邦議会自治法により自治化され、準州となった。この時点でのダコタ準州は、現在の南北ダコタ州のほかモンタナ州およびワイオミング州の大半を含む面積を持っていたが、1868年までにこれら2地域も準州として分離したため、ダコタ準州はほぼ現在の南北両ダコタ州を合わせた領域に減少した。

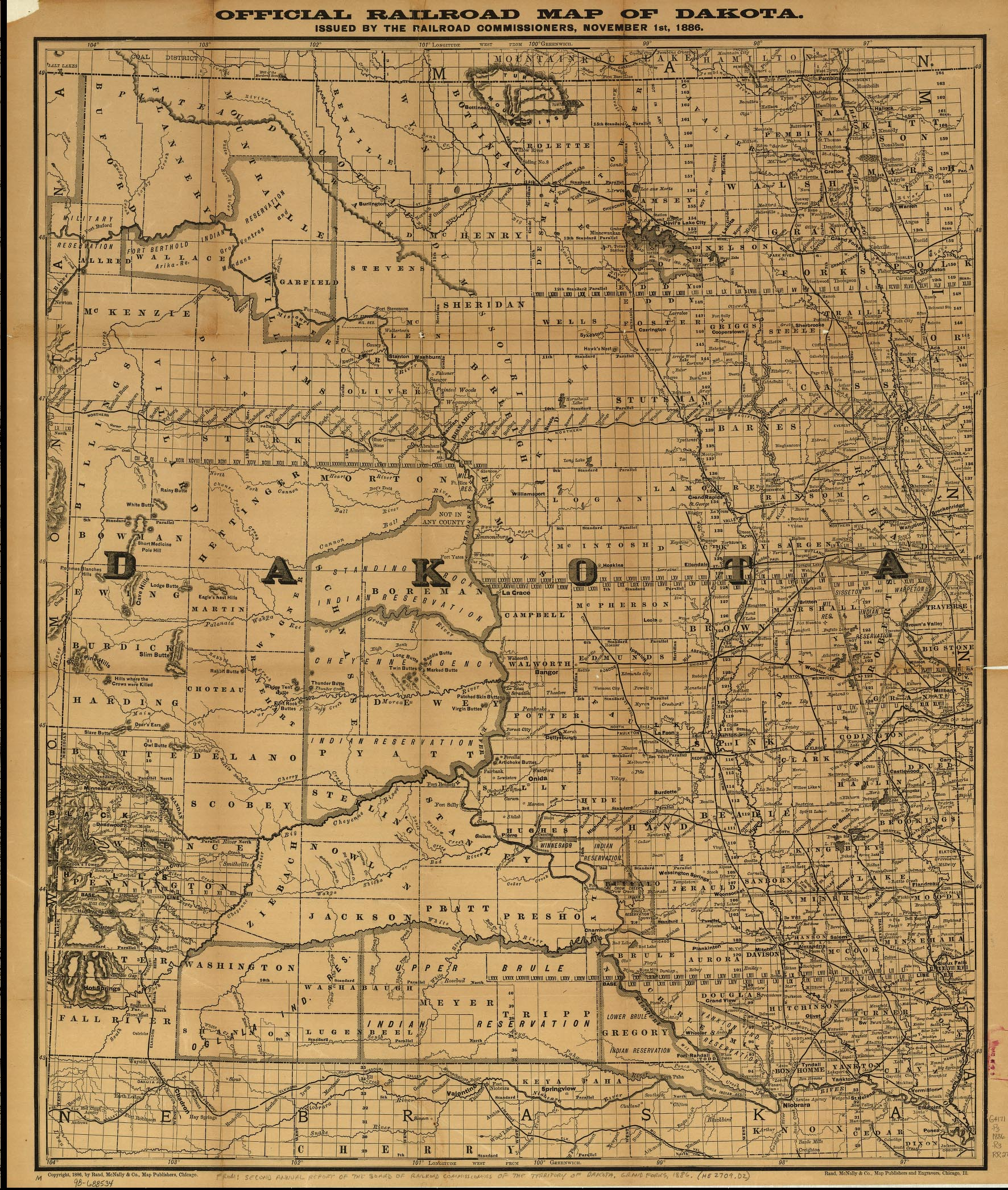
ダコタ準州の地図、1886年頃

準州都は1861年から1883年までヤンクトンにおかれ、その後ビスマークに移された。ダコタ準州は1889年にノースダコタ州とサウスダコタ州に分割された。1つの準州から2つの州の昇格を認めるということには多くの理由があった。準州内には2つの人口の中心があり、それぞれ準州の北東と南東の隅にあり、その間は数百マイルも離れていたことが一つの理由だった。さらに国政的に見れば、1つではなく2つの州とすることで（州の数に比例する）上院議員定数が増えるので、この地域を地盤としていた共和党はその議員数を増やすことができるという目論見があった。

## ダコタ準州での生活
準州となった後しばらくの間、人口の伸びはゆっくりだった。その後1870年から1880年にかけて「ダコタ・ブーム」となり急激な伸びとなった。初め人口の伸びがゆっくりだったのには多くの理由があった。主な理由として、先住民スー族が大変敵対的と考えられており、初期開拓者には脅威となっていた。その勢力は徐々に平定されてゆき、脅威はそれほど深刻なものではなくなっていった。人口増加は鉄道網の発展、特にノーザン・パシフィック鉄道に負うところが大きかった。ダコタ準州にやってくる開拓者は、他の西部準州からの者もいたが、ヨーロッパの北部と西部から来る者も多かった。その中には多くのノルウェー人、ドイツ人、スウェーデン人およびカナダ人がいた。
ダコタでの生活は農業と肥沃な土壌により営まれた。小麦が準州の主要換金作物となった。1880年代には小麦価格の下落や、ひどい旱魃に見舞われ、準州は経済的困難に直面した。その他の経済活動としては鉱業と牛牧場業があった。ブラックヒルズで金脈が発見され、その地域に多くの開拓者を惹きつけた。この人口増加によって、食肉生産量の増加が必要となり、牛牧場の経営はダコタの広大な土地において傑出したものになっていった。